# Аргонавти Всесвіту
«Аргона́вти Все́світу» — науково-фантастичний роман українського радянського письменника Володимира Владка, виданий 1935 року. В ньому оповідається про пригоди космонавтів під час їхньої подорожі на планету Венера. Твір спирається на поширені в першій половині XX століття уявлення про Венеру як планету, схожу на доісторичну Землю.
Владко довго працював над твором, при кожному перевиданні враховуючи новітні досягнення науки. Після виходу першого випуску Владко отримав понад 1500 листів від читачів з порадами та побажаннями, багато із яких були враховані в наступних виданнях.

## Зміст

### Дійові особи
- Микола Петрович Риндін — керівник експедиції на Венеру, професор.
- Вадим Петрович Сокол — геолог та хімік.
- Ван Лун (у ранніх версіях Борис Гуро) — вчений-енергетик з Китаю, професор Шанхайського університету. Крім того за захопленням — мандрівник і мисливець.
- Галина Рижко (у ранніх версіях Василь Рижко) — «заєць» на борту, студентка політехнічного інституту.

### Сюжет
Радянський Союз в кінці 1950-х років відправляє першу експедицію на Венеру. Екіпаж рушає в міжпланетну подорож на апараті «Венера-1», запущеному з естакади в Казбеку. Незадовго до старту, Ван Лун виявляє загублений кимось ґудзик, з чого робить висновок про присутність на кораблі стороннього. Переживши перевантаження при старті, екіпаж опиняється в невагомості. Риндін виходить на зв'язок із Землею, де переповідає для журналістів деталі експедиції та її мету. Експедиція повинна дослідити природу сусідньої планети, але є і більш практичне завдання. Професор і керівник експедиції Микола Риндін має намір виявити на Венері великі поклади ультразолота — нового трансуранового хімічного елементу. Позаяк Венера молодша за Землю, цей елемент там ще існує у верхніх шарах кори планети. Як передбачається, сполуки із ультразолотом в промисловому виробництві будуть недорогими та матимуть антикорозійні властивості, чим буде заощаджено мільйони тон заліза на рік. Саме тут Риндін називає свій екіпаж «аргонавтами Всесвіту».
Учасники експедиції звикають жити в невагомості. Ван Луна бентежить відчуття присутності когось стороннього. Оглянувши корабель, він виявляє в одному зі скафандрів невідому дівчину. Ван Лун впізнає у ній Галину Рижко, свою студентку. Риндін дорікає їй за необдуманість вчинку. Галина виправдовується своїм сильним бажанням побувати в космосі та обіцяє допомагати в експедиції. Екіпаж не має вибору і лишає непрохану гостю з собою, але студентці влаштовують перевірку необхідних знань, яку вона успішно проходить.
У корабель влучають метеорити, пошкодивши корпус. Екіпажу доводиться лагодити пробоїни під загрозою втратити запаси повітря. Після цього відбувається тривале обговорення технічних аспектів подорожі, будови різних систем «Венери-1». Згодом космонавти зазнають впливу невідомого космічного випромінювання, котре спричиняє бурхливу зміну емоційного стану. Опісля апарат досягає Венери, але посадка відбувається надто швидко. Завдяки злагодженості роботи космонавтів «Венеру-1» вдається провести крізь хмари Венери і посадити серед червоних заростів місцевих рослин.
Поки інші оговтуються, Галина помічає невідому істоту, яку описує як дракона. Риндін і Ван Лун виходять в скафандрах з корабля. Оглядаючи навколишні зарості, вони помічають численних комах і добувають зразки навколишнього життя. На одній зі скель вони встановлюють прапор Радянського Союзу та повертаються на корабель. Виявляється, Галину Рижко вжалив венеріанський кліщ, але без будь-яких непоправних наслідків.
Пропонується підірвати навколишні скелі, щоб безпечно стартувати з планети. Проте Галина пропонує кращий варіант — використати пологий схил як естакаду для розгону. Тікаючи від чудовиська, Галина ховається в печері, решта ідуть її шукати. Дівчина виявляє дивні світні камінці, тим часом істота знаходить її та виявляється невразливою до пострілів. Ван Лун, оминувши велетенського черва, прибуває туди ж саме в мить нападу істоти і рятує дівчину.
Тим часом Риндін з Соколом запускають за хмари аеростат з антеною для зв'язку з Землею. На заваді стає велетенський павук, але запуск успішно відбувається. Сокіл досліджує знайдені Галиною камінці, які виявляються інфрарадієм — іншим невідомими на землі елементом. Проте він радіоактивний і дівчина отримує опіки через те, що несла зразки з собою.
У пошуках ультразолота Сокіл натрапляє на «дракона» — велетенську сколопендру і ледве долає її в бою. Поряд він з Галиною виявляє самородок шуканого елемента. Несподівано Ван Луна хапає велетенська бабка і несе з собою. Йому вдається поранити бабку і впасти в лісі. Після цього Ван Луна обліплюють кулясті істоти, яких він проганяє, ввімкнувши на максимум обігрів скафандра. Згодом він вловлює сигнали товаришів і, побачивши прапор на скелі, дістається до корабля, коли запас повітря саме вичерпується.
На той час минуло за два місяці (82 дні), а експедиція на Венері має пробути 467 днів. Цілей польоту досягнуто, і випадає нагода повернутися додому раніше. Силу тяжіння нововідкритої великої комети можна використати, щоб розігнати корабель і досягнути Землі без потреби чекати найменшої відстані між планетами. Космонавти майструють з ультразолота вдосконалений захист від космічного випромінювання та підривають скелі для розчищення місця для старту. Розігнавши корабель на місцевості, екіпаж запускає його в космос.
Як і було заплановано, «аргонавти Всесвіту» вирушають до Землі та приземляються на водах Азовського моря.

## Історія публікацій
Володимир Владко завершив «Аргонавтів Всесвіту» в 1933 році, проте видання затрималося через те, що попередній роман «Аероторпеди повертають назад» був заборонений, а його наклад знищений через суперечність сюжету змінам у стосунках СРСР з Німеччиною.
Вперше роман було опубліковано українською в 1935 році в журналі «Знання та праця», № 1-21. Твір про космічну експедицію на Венеру друкувався частинами протягом десяти місяців. Видавництво «Дитвидав» уклало з Володимиром Владком угоду про співпрацю з огляду на популярність «Аргонавтів Всесвіту».
Перше окреме видання накладом 20 тис. примірників відбулося того ж року з ілюстраціями Йосипа Дайца. Середній наклад української книжки складав у ті часи 7,5 тис. примірників. Російською книга була перекладена 1939-го. В 1960 твір вийшов японською, у 1961 — хорватською.
У 1956 році роман вийшов з переробками. Ілюстратором став художник Георгій Малаков, мисливець та мандрівник Борис Гуро був замінений на науковця Ван Луна, замість Василя Рижка з'явилася Галина Рижко. Було додано нові відомості про технічний бік подорожі, згідно наукових відкриттів свого часу. Остання публікація відбулася 1990-го року в складі збірки «Сивий капітан. Аргонавти Всесвіту».

## Прогнози в романі
Роман спирається на наукові уявлення 1930-50-х років і в своїх прогнозах чільне місце в розвитку науки надає соціалістичним країнам. Володимир Владко описав введення Радянським Союзом в експлуатацію першої атомної електростанції в 1954 році, діяльність передової Кантонської обсерваторії. Згадуються досягнення науковців Угорщини, Болгарії, Німеччини як членів «демократичного табору». За романом, за 10 років до польоту «Венери-1» було здійснено запуск радянського штучного супутника «Диск-1», а згодом — китайського і американського. В реальності перший супутник («Супутник-1») було запущено 1957-го року і його політ тривав 92 доби, а не 10 років. Згадано польоти автоматичних апаратів на Місяць за 5 і 2 роки до експедиції на Венеру. Насправді такі запуски відбулися обидва в 1959 році («Луна-1» і «Луна-2»). Крім неіснуючих ультразолота й інфрарадію Владко описує вигадані ним супертитан, оксиліт і паливо атоміт, що використовуються в конструкції космічного корабля і скафандрів. Відповідні ультразолоту й інфрарадію елементи 111 і 120 насправді короткоживучі та не мають описаних властивостей.
Типово для космічної фантастики свого часу, запуск «Венери-1» описується за принципом, запропонованим Костянтином Ціолковським. Спершу корабель розганяється на рейках по естакаді та досягає висоти 5 км, де опір повітря менший. Там вмикаються реактивні двигуни, які вже і виводять корабель в космос.
У романі Венера описується планетою, де триває аналог земної мезозойської ери, є джунглі, величезні тварини і вулканічна діяльність. За сучасними даними, життя на поверхні Венери неможливе через високу температуру й тиск, а тектонічна і вулканічна активність давно припинилася.

## Сприйняття
Згідно з виданням «Історична правда», «Аргонавти Всесвіту» — це перший великий український твір про політ на інші планети, а Василь Рижко — перший український персонаж-космонавт. «Аргонавти Всесвіту» не втратили актуальності пізніше, коли настала ера справжніх, а не лише літературних польотів у космос.
Родіон Хом'яков із проєкту «Амнезія» зробив висновок у 2018 році, що «Аргонавтів Всесвіту» через десятиліття досі цікаво читати, якщо пропускати застарілі монологи на наукові теми. Роман надихнув перший радянський фільм про космос «Космічний рейс» (1935), «Планету штормів» Клушанцева (1961), а також дебютний роман братів Стругацьких «Країна багряних хмар» (1959), що задумувався як критична відповідь на «Аргонавтів».

## Цікаві факти
Павло Попович, перший космонавт-українець, у дитинстві читав «Аргонавтів Всесвіту» і, побувавши в космосі, відгукувався про книгу Владка: «Для мене „Аргонавти Всесвіту“ — буквар космонавтики. Вже коли побував у космосі, був просто вражений, як письменник точно спрогнозував ситуацію, пов'язану з невагомістю».